# Fridrik, princ od Walesa
Frederick, princ od Walesa (Frederick Louis, njem. Friedrich Ludwig; Hannover, 31. siječnja 1707. – London, 31. ožujka 1751.) bio je najstariji sin i prijestolonasljednik britanskog kralja Đure II. Tijekom života postupno se udaljio od svojih roditelja, kralja Đure i kraljice Karoline. Bio je otac budućeg kralja Đure III.
Po Zakonu o nasljeđivanju koji je donio engleski parlament 1701. godine, Frederick je pri rođenju bio četvrti u redu za britansko prijestolje – nakon svoje prabake Sofije, udovice izborničke kneginje od Hannovera, djeda Đure, izbornog kneza od Hannovera, te oca Đure. Godine 1714. njegov je djed postao britanski kralj, a kada je 1727. preminuo, Frederickov otac stupio je na prijestolje kao Đuro II.
Frederick se preselio u Veliku Britaniju nakon očeva dolaska na vlast te je 1729. godine proglašen princom od Walesa. Preminuo je prije svoga oca, pa je nakon smrti Đure II. 1760. godine prijestolje naslijedio Frederickov najstariji sin – kralj Đuro III.